# Tarekeniwal
Tarekeniwal est un roi nubien.
Jusqu'à présent, Tarekeniwal n'est connu que par sa pyramide Beg N19 à Méroé. On y trouve son nom sur le pylône de la chapelle de la pyramide. La chapelle et ses ornements en relief sont encore relativement bien conservés. Le souverain date probablement du IIe ou IIIe siècle de notre ère.

Pyramide de Tarekeniwal
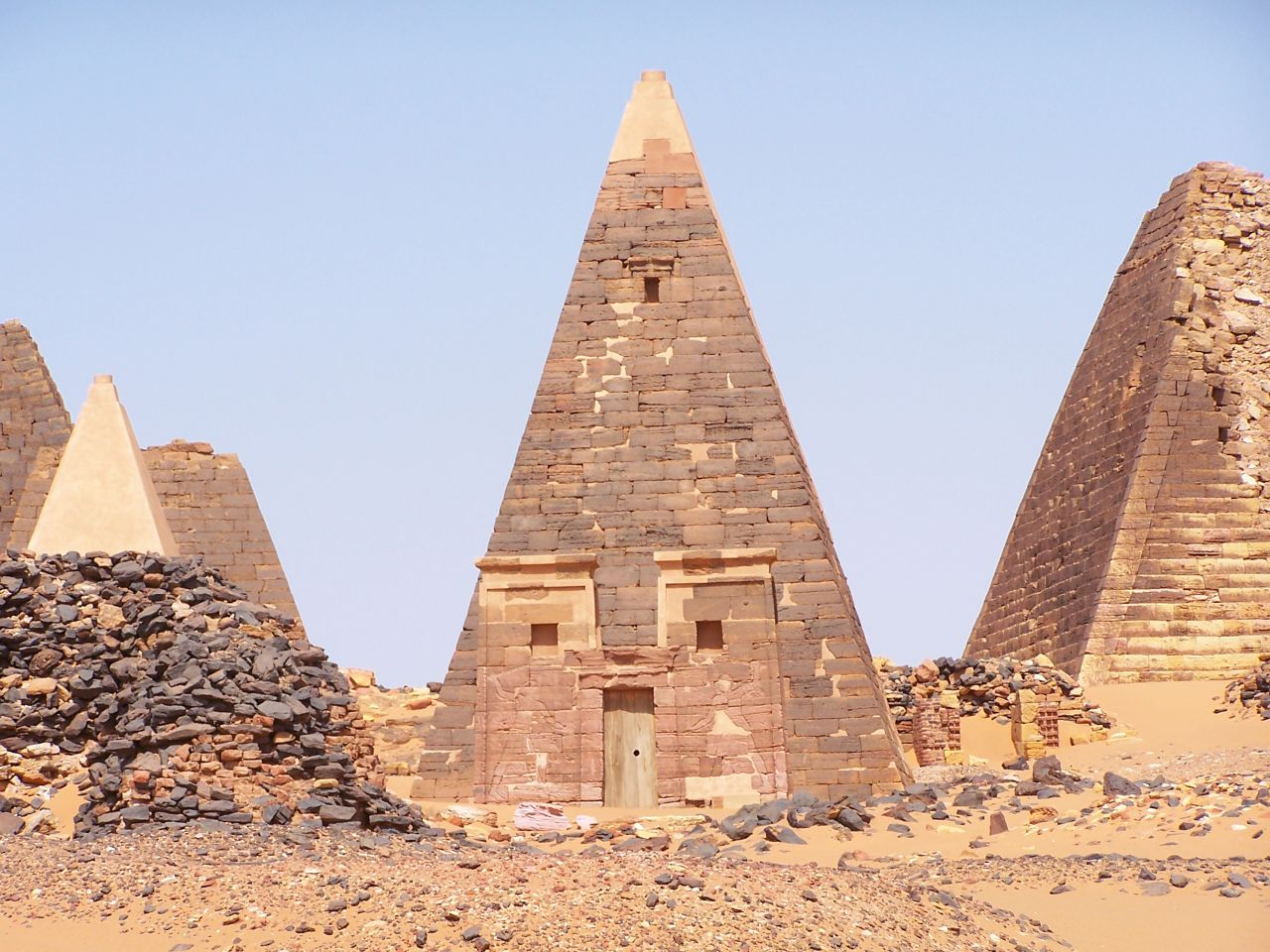
Pyramide au centre
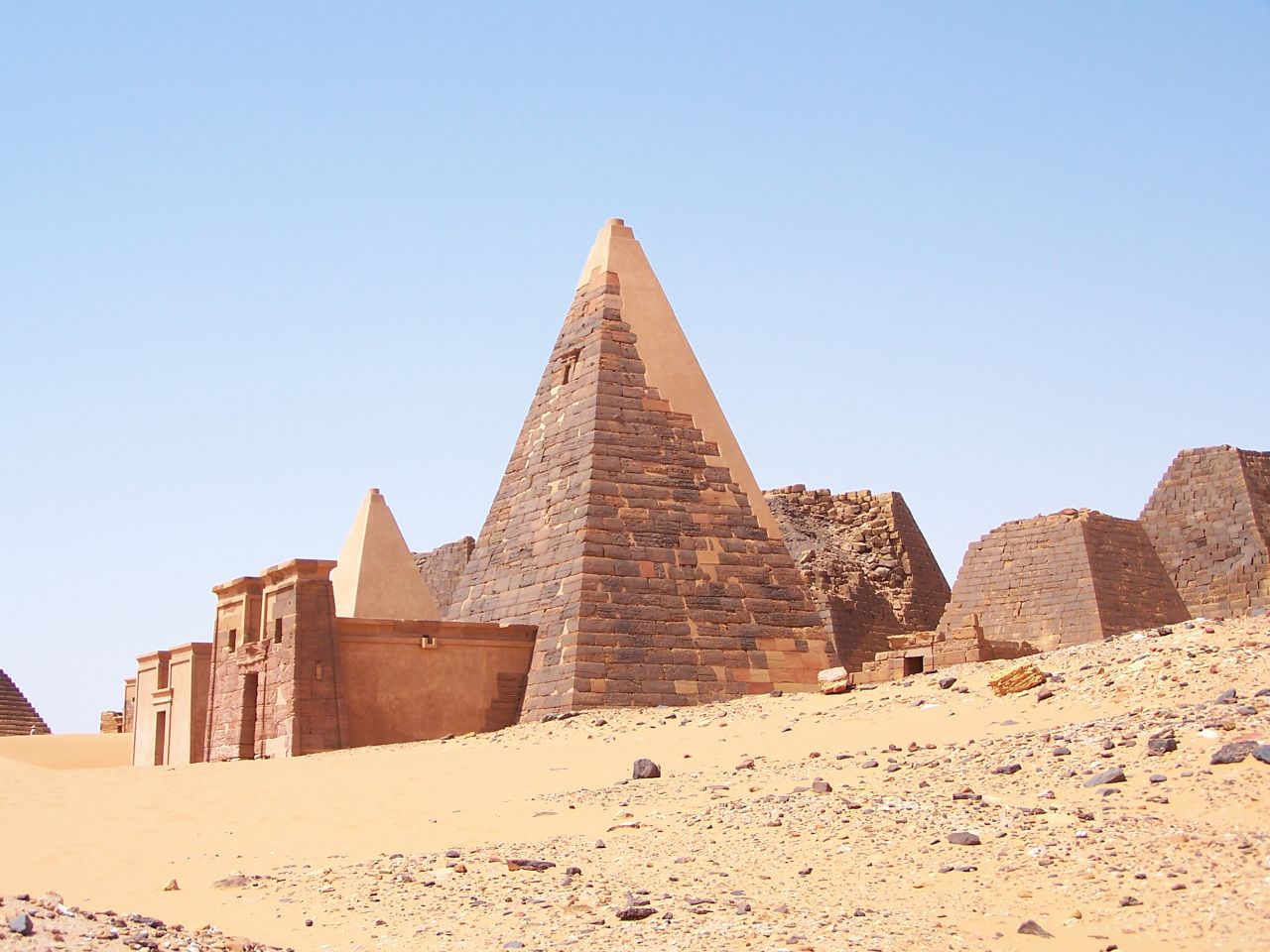
Pyramide à l'avant